# Plasmatics
Plasmatics – amerykański zespół muzyczny wykonujący punk rock. Powstał w 1978 roku z inicjatywy Roda Swensona oraz Wendy O. Williams. Grupa zasłynęła charakterystyczną formą ekspresji scenicznej z zastosowaniem efektów pirotechnicznych w tym m.in. poprzez wysadzanie samochodów oraz nagłośnienia. W trakcie działalności zespół wydał cztery albumy studyjne oraz jeden minialbum: New Hope for the Wretched (1980), Beyond the Valley of 1984 (1981), Metal Priestess (EP, 1981), Coup d'Etat (1982) oraz Maggots: The Record (1987). Zespół istniał w latach 1977-1983 oraz krótko w 1987 roku. Jedynym członkiem pozostającym nieprzerwanie w składzie zespołu na przestrzeni działalności była wokalistka – Wendy O. Williams, a także Rod Swenson pełniący funkcję menedżera. Po rozwiązaniu grupy Williams podjęła się solowej działalności artystycznej. W 1998 roku wokalistka zmarła popełniwszy samobójstwo.

## Muzycy
| Ostatni skład zespołu - Wendy O. Williams (zmarła) – śpiew, saksofon (1978–1983, 1987) - Wes Beech – gitara, instrumenty klawiszowe (1979–1983, 1987) - Chris Romanelli – gitara basowa, instrumenty klawiszowe (1981–1983, 1987) - Ray Callahan – perkusja (1987) |  | Byli członkowie zespołu - Richie Stotts – gitara (1978–1983) - Michael Ray – gitara (1987) - Michael David – gitara basowa (1978) - Chosei Funahara – gitara basowa (1978–1980) - Jean Beauvoir – gitara basowa, instrumenty klawiszowe (1980–1981) - Greg Smith – gitara basowa (1983) - Stuart Deutsch – perkusja (1978–1980) - Neal Smith – perkusja (1981) - Tony Petri – perkusja (1981) - Joey Reese – perkusja (1981) - T.C. Tolliver – perkusja (1982–1983) - Michael Lugassy – perkusja |